# Rosenbergia breuningi
Rosenbergia breuningi là một loài bọ cánh cứng trong họ Cerambycidae.